# Andrzejki
Andrzejki es una noche de prácticas de adivinaciones que se celebra en Polonia en la noche del 29 al 30 de noviembre, en víspera del día de San Andrés, el patrón de Escocia, Grecia y Rusia. Esta costumbre fue mencionada en la literatura polaca por primera vez en el año 1557 por Marcin Bielski, un soldado, historiador, escritor y traductor polaco. 

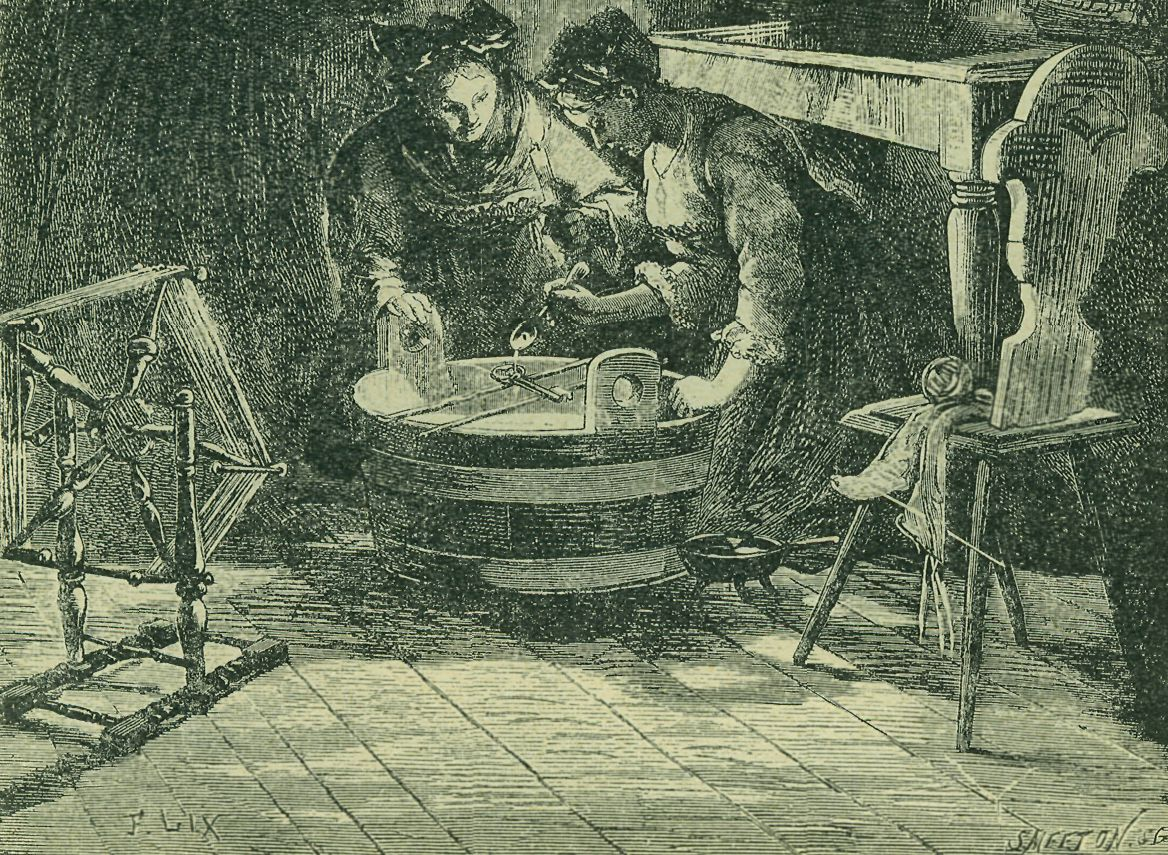
Un acto de verter el plomo a través del ojo de la llave

El festejo “Andrzejki” tiene lugar al final o al principio del año litúrgico y es la última ocasión para organizar una fiesta alegre antes del comienzo del Adviento.

## Historia
En el pasado la particularidad de las prácticas de adivinación de la Fiesta de San Andrés consistía en su carácter matrimonial, por lo que eran dedicadas exclusivamente a las mujeres solteras (el equivalente masculino de la Fiesta de San Andrés era la Fiesta de Santa Catalina). Ese día solía tomarse muy en serio, llevándose a cabo las predicciones de forma individual y solitaria. En tiempos posteriores, se adoptó una forma colectiva de hacerlas, organizada en grupos de coetáneas solteras. Hoy en día la fiesta se ha convertido en un juego de entretenimiento de los jóvenes de ambos sexos. 
No se conoce el origen exacto de las adivinaciones matrimoniales. Algunos autores indican la Antigua Grecia, subrayando la similitud de las raíces del nombre Andrew (Andress) y las palabras griegas aner, andros, que significan 'marido', 'hombre', mientras que otros lo relacionan con el culto del antiguo dios germánico Frey, el dador de riquezas y la deidad del amor y la fertilidad.

## Algunas adivinaciones y prácticas mágicas del día de San Andrés

### Adivinaciones individuales
- Las chicas sembraban semillas de linaza y cáñamo en el suelo o en ollas. Luego la tierra se rastrillaba usando pantalones masculinos con el objetivo de atraer a un futuro marido (frecuente en tierras fronterizas del Este de Polonia).
- Si la chica colaboraba en las tareas domésticas a lo largo del día y rezaba a San Andrés, su futuro amado podría aparecérsele en el sueño (frecuente en toda Polonia).
- Las chicas  cortaban ramas de guindo o cerezo  y las guardaban hasta la Nochebuena. Si la rama floreció la chica se iba a casar pronto (frecuente en toda Polonia).

### Adivinaciones colectivas

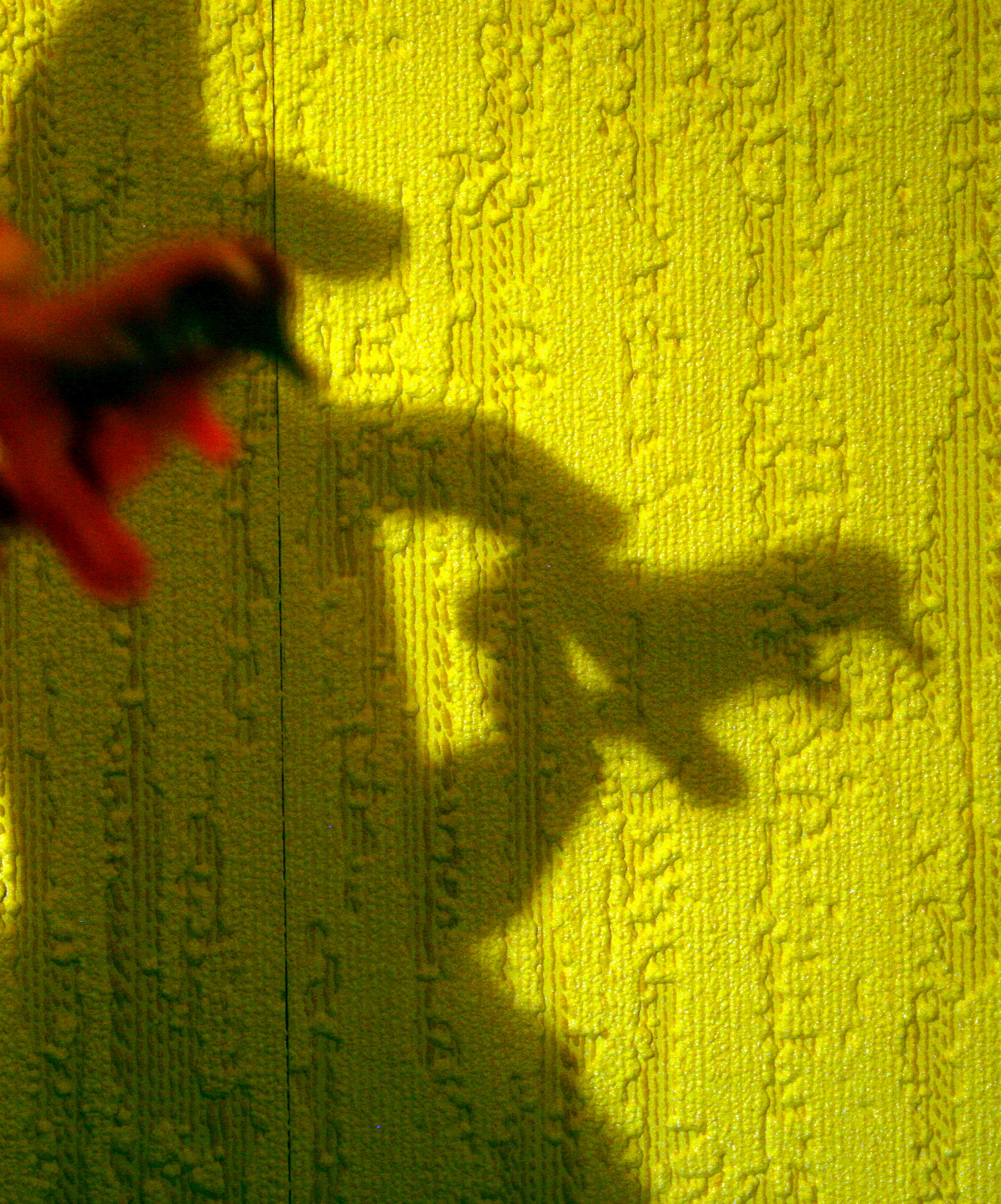
Una sombra proyectada por una figura de cera.

- Sorteo de objetos con un significado simbólico, p.ej. si una joven rifó una hoja de un árbol eso venía a significar que se quedaba soltera; una alianza o el lazo de la cofia - se casaba pronto; el rosario - iba a entrar en un convento.
- La cera derramada sobre el agua fría (frecuentemente por el hoyo en la cabeza de una llave) permitía adivinar de la forma en la que se solidificaba la silueta del futuro amante, o su profesión, si la cera tomaba forma de un objeto relacionado con el trabajo.
- Las señoritas colocaban sus zapatos en una fila desde la pared hacia el umbral del cuarto y aquella joven cuyo zapato tocó el umbral, se casaría en breve.
- Se prestaba atención a los ladridos de los perros: el futuro esposo vendría de la misma dirección de donde se escuchaban.
- Las jóvenes daban al perro empanadas[2] horneadas o las bolas de pasta que representaban a cada una de ellas y observaban cual de ellas el perro come primero.
- Juego con el ganso: las señoritas formaban un círculo dentro del cual soltaban a un ganso de ojos vendados. La primera joven a quien se acercó el ganso, o la picoteó, se casaría primera.
- Pastelillo para el perro: cada una de las jóvenes colocaba en una banqueta un pastelillo untado con manteca. Aquella señorita cuyo pastelillo eligió el perro, se casaría antes que las demás (adivinanza conocida en Mazovia).[3]
- El juego de los nombres: los participantes del juego cogían dos hojas de papel, escribían los nombres femeninos en uno y los nombres masculinos en el otro. Luego las chicas pinchaban (al azar y sin ver) el lado blanco del papel con los nombres masculinos: el nombre que recibió un pinchazo sería el de su futuro marido. Lo mismo hacían los chicos con la hoja que contenía los nombres femeninos (adivinación contemporánea, conocida en toda Polonia).
- Peladura de una manzana: las jóvenes pelaban manzanas procurando obtener la peladura más larga posible. Después arrojaban las peladuras por encima del hombro izquierdo: la letra formada por la peladura sería la primera letra del nombre de su novio.